# Luna 24

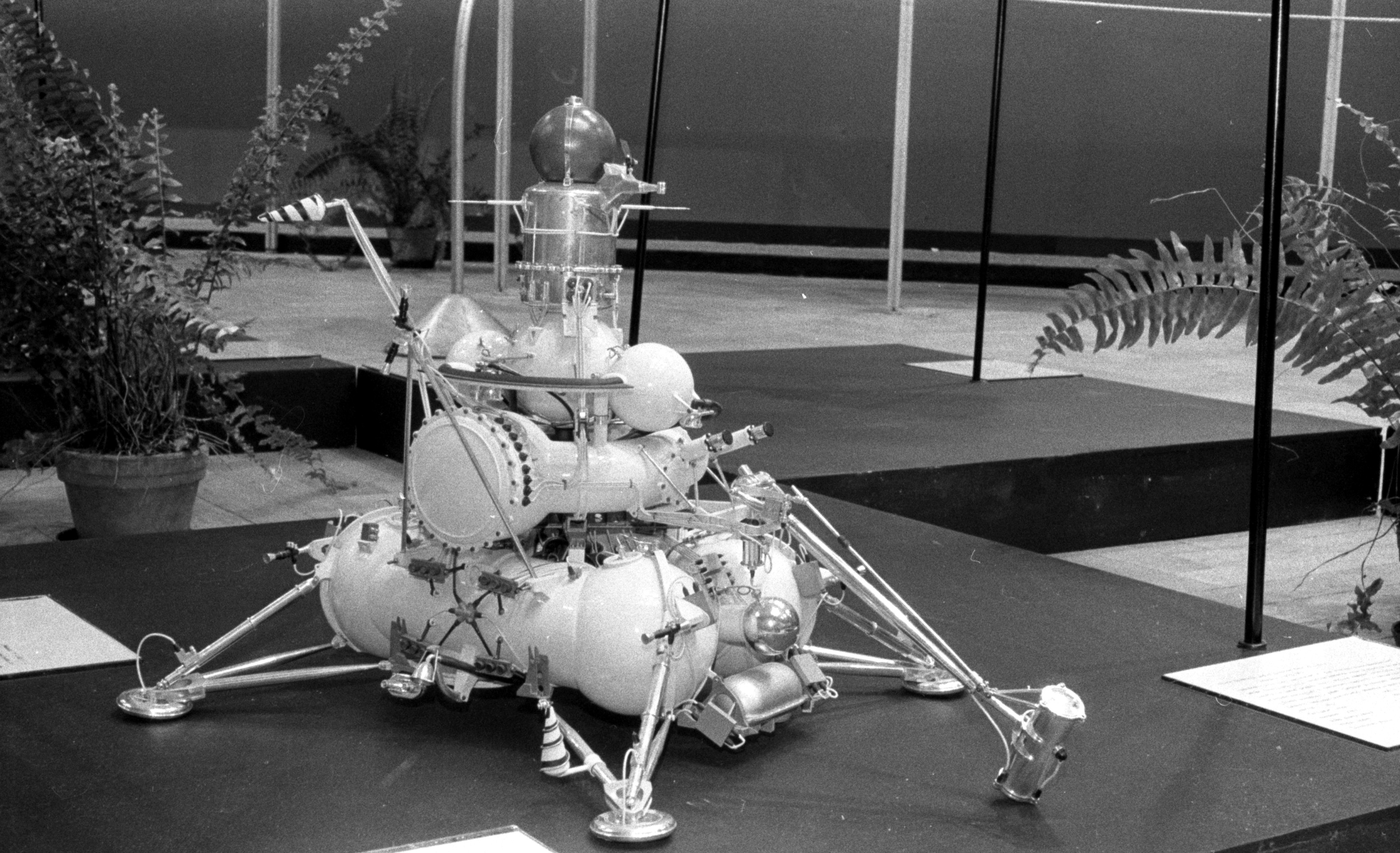
Luna 24.

Luna 24 (series Ye-8-5M) fue una misión espacial no tripulada del programa Luna. La última de las series de naves espaciales de la Luna, la misión del explorador Luna 24 fue la tercera misión soviética para recuperar muestras de suelo lunar (las dos primeras misiones en regresar con muestras fueron Luna 16 y Luna 20).
La sonda fue lanzada el 9 de agosto de 1976 desde el Cosmódromo de Baikonur en la Unión Soviética.
El explorador aterrizó en la zona conocida como Mare Crisium (Mar de la Crisis). La misión volvió exitosamente a la Tierra con 170 gramos de muestras lunares el 22 de agosto de 1976.
Luna 24 fue el tercer intento para recuperar una muestra del inexplorado Mare Crisium (después del Luna 23 y un intento fallido en octubre de 1975), la ubicación de un gran mascon lunar. Después de una corrección de trayectoria el 11 de agosto de 1976, Luna 24 entró en órbita alrededor de la Luna tres días más tarde. Los parámetros de órbita iniciales fueron de 115 x 115 kilómetros a 120° de inclinación. Después de nuevos cambios en su órbita, Luna 24 se estableció con seguridad en la superficie lunar a 06:36 UT el 18 de agosto de 1976 a los 12° 45' de latitud norte y 62° 12' de longitud este, no lejos de donde había aterrizado Luna 23. Después de los comandos adecuados de control en tierra, el aterrizaje desplegó sus brazos de muestra y empujó su cabeza de perforación 2 metros dentro del suelo. La muestra se colocó con seguridad dentro de la pequeña cápsula de regreso, y después de casi un día en la Luna, Luna 24 despegó con éxito a las 05:25 UT el 19 de agosto de 1976.
Después de un viaje de ida y vuelta sin incidentes, la cápsula de Luna 24 entró en la atmósfera de la Tierra y descendió con seguridad en paracaídas hacia la Tierra a las 17:55 UT el 22 de agosto de 1976, a unos 200 kilómetros al sureste de Surgut, en la Siberia Occidental. El estudio de los 170,1 gramos de suelo recolectado indicó un tipo de estructura laminada, como los que reposan en los depósitos. Diminutas porciones de muestra fueron compartidas con la NASA en diciembre de 1976.
Luna 24 fue la última nave espacial lunar en ser lanzada por la Unión Soviética. Fue también la última nave espacial que hizo un aterrizaje suave en la Luna hasta el aterrizaje del Chang'e 3 el 14 de diciembre de 2013, 37 años después.